# Selenicereus tricae
Selenicereus tricae ist eine Pflanzenart in der Gattung Selenicereus aus der Familie der Kakteengewächse (Cactaceae). Das Artepitheton tricae stammt aus dem Lateinischen, bedeutet ‚Widerwärtigkeiten‘ und verweist auf die mehrdeutigen Verwandtschaftsverhältnisse der Art.

## Beschreibung
Selenicereus tricae wächst reich verzweigt ausgestreckt bis kletternd und erreicht eine Länge von bis zu 5 Metern oder mehr. Die dreikantigen, hellgrünen Triebe weisen Durchmesser von bis zu 4 Zentimeter auf. Aus den leicht erhabenen, 2 bis 4,5 Zentimeter auseinander stehenden Areolen entspringen 1 bis 3 Dornen, die auch fehlen können. Die gelblichen Dornen sind an der Basis verdickt und 1 bis 4 Millimeter lang.
Die Blüten sind 24 bis 27 Zentimeter lang. Ihre äußeren Blütenhüllblätter sind limonengrün mit brauner Tönung, die inneren weiß mit einer etwas purpurfarbenen Basis. Das Perikarpell und die Blütenröhre sind mit etwas brauner Wolle und einigen Borsten besetzt. Die Früchte sind unbekannt.

## Verbreitung und Systematik
Selenicereus tricae ist im Süden Mexikos, in Belize und in Guatemala verbreitet.
Die Erstbeschreibung wurde 1989 von David Richard Hunt veröffentlicht. Nomenklatorische Synonyme sind Mediocactus tricae (D.R.Hunt) Doweld (2002), Hylocereus tricae (D.R.Hunt) Ralf Bauer (2003) und Selenicereus inermis subsp. tricae (D.R.Hunt) Ralf Bauer (2010).

## Nachweise